# Milan Uhde
Milan Uhde, češki politik in dramatik, * 28. julij 1936, Brno.
Med letoma 1992 in 1996 je bil predsednik Poslanske zbornice Parlamenta Češke republike.